# East Berbice-Corentyne
East Berbice-Corentyne of Oost-Berbice-Corantijn (regio 6) is een van de tien regio's van Guyana. De hoofdstad is New-Amsterdam. Het zogenaamde Tigri-gebied, gelegen tussen de Boven-Corantijn (Nieuwe Rivier) en de Coeroeni-Koetari in het zuiden van de regio, is inzet van een grensconflict tussen Guyana en Suriname.

## Demografie
Volgens de volkstelling van 2012 telt de regio East Berbice-Corentyne zo'n 109.431 inwoners, een daling vergeleken met de volkstelling van 2002. De regio heeft te kampen met een zeer intensieve bevolkingsafname.
| Volkstellingsjaar | 1980    | 1991    | 2002    | 2012    |
| ----------------- | ------- | ------- | ------- | ------- |
| Inwoners          | 152.673 | 142.496 | 123.695 | 109.431 |

De Indo-Guyanezen vormen de meerderheid van de bevolking met 66%, gevolgd door Afro-Guyanezen (21%), mensen van gemengde afkomst (11%) en inheemsen (2%).

## Geboren in East Berbice-Corentyne
- Colin Gordon (1907-1980), atleet

## Plaatsen
- Corriverton
- Kasjoe-eiland (betwist)
- Moleson Creek, veerboot naar Suriname
- New Amsterdam, hoofdplaats
- Oreala
- Port Mourant
- Rose Hall
- Sakuru (betwist)
- Wel te Vreeden

## Gemeenten
East Berbice-Corentyne was in 2022 onderverdeeld in de volgende gemeenten:
1. Borlam ( No.37 ) / Kintyre
2. Fyrish / Gibraltar
3. No. 38 / Ordnance Fortlands
4. Cane Field / Enterprise
5. New Amsterdam
6. Hampshire / Kilcoy
7. Rose Hall
8. Hogstye / Lancaster
9. John / Port Mourant
10. Whim / Bloomfield
11. Bush Lot / Adventure
12. Tarlogie / Maida
13. Enfield / New Doe Park
14. Joppa / Macedonia
15. Black Bush Polder land Development Scheme
16. No.51 Village / Good Hope
17. No.74 Village / No.52 Village
18. Corriverton
19. Jackson Creek / Crabwood Creek
20. Corentyne River
21. East Bank Berbice

## Galerij

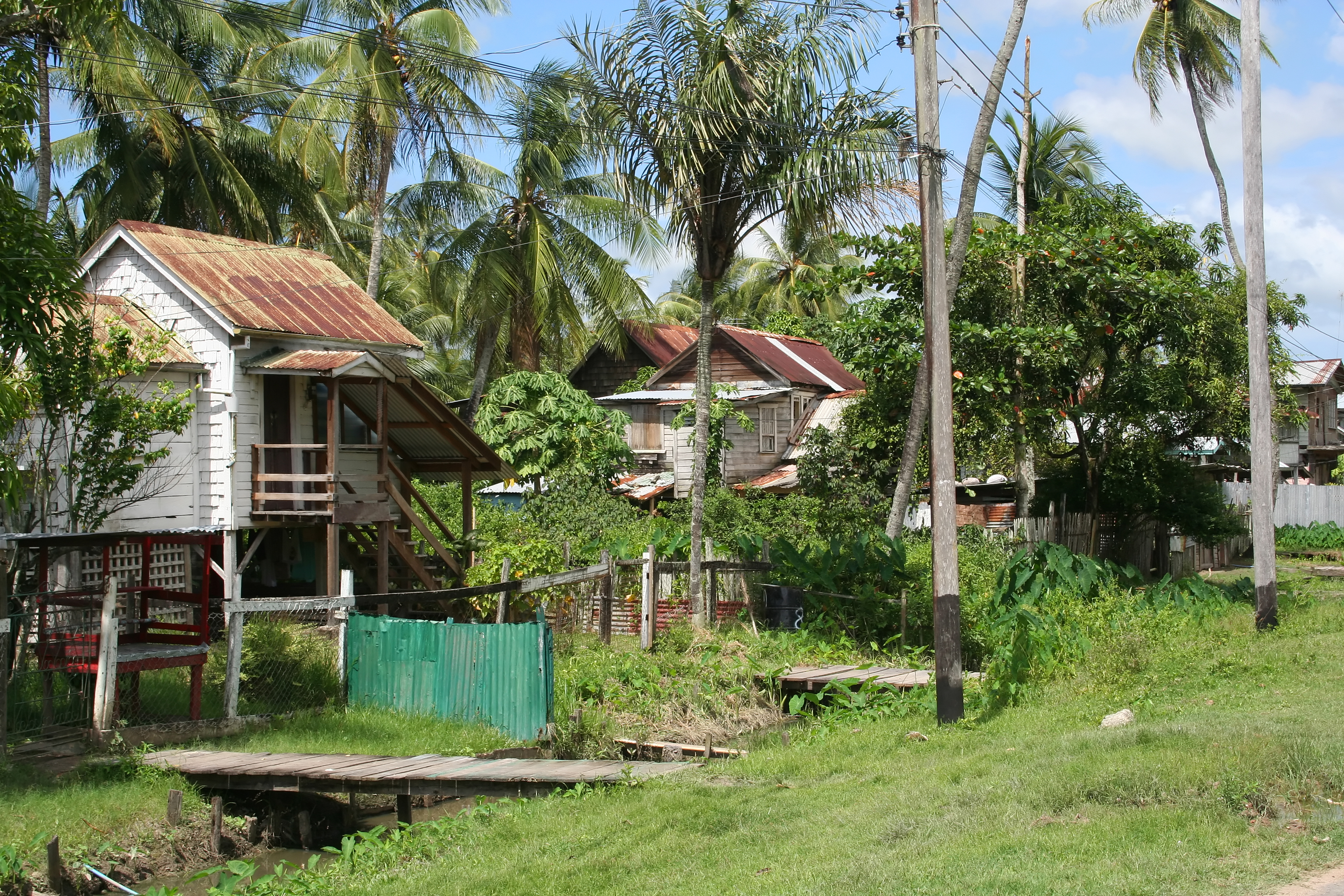
Huizen in New Amsterdam
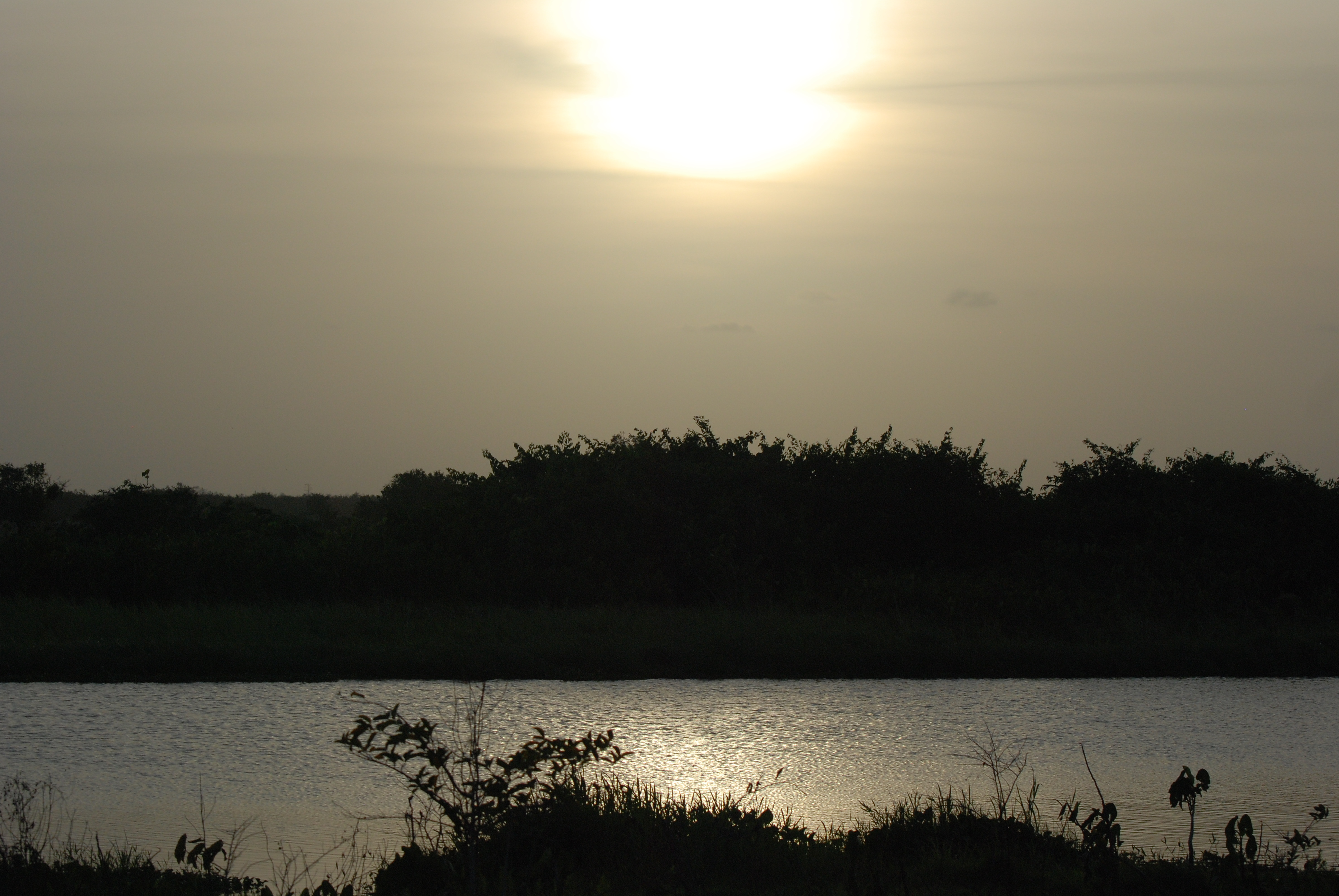
De Berbicerivier
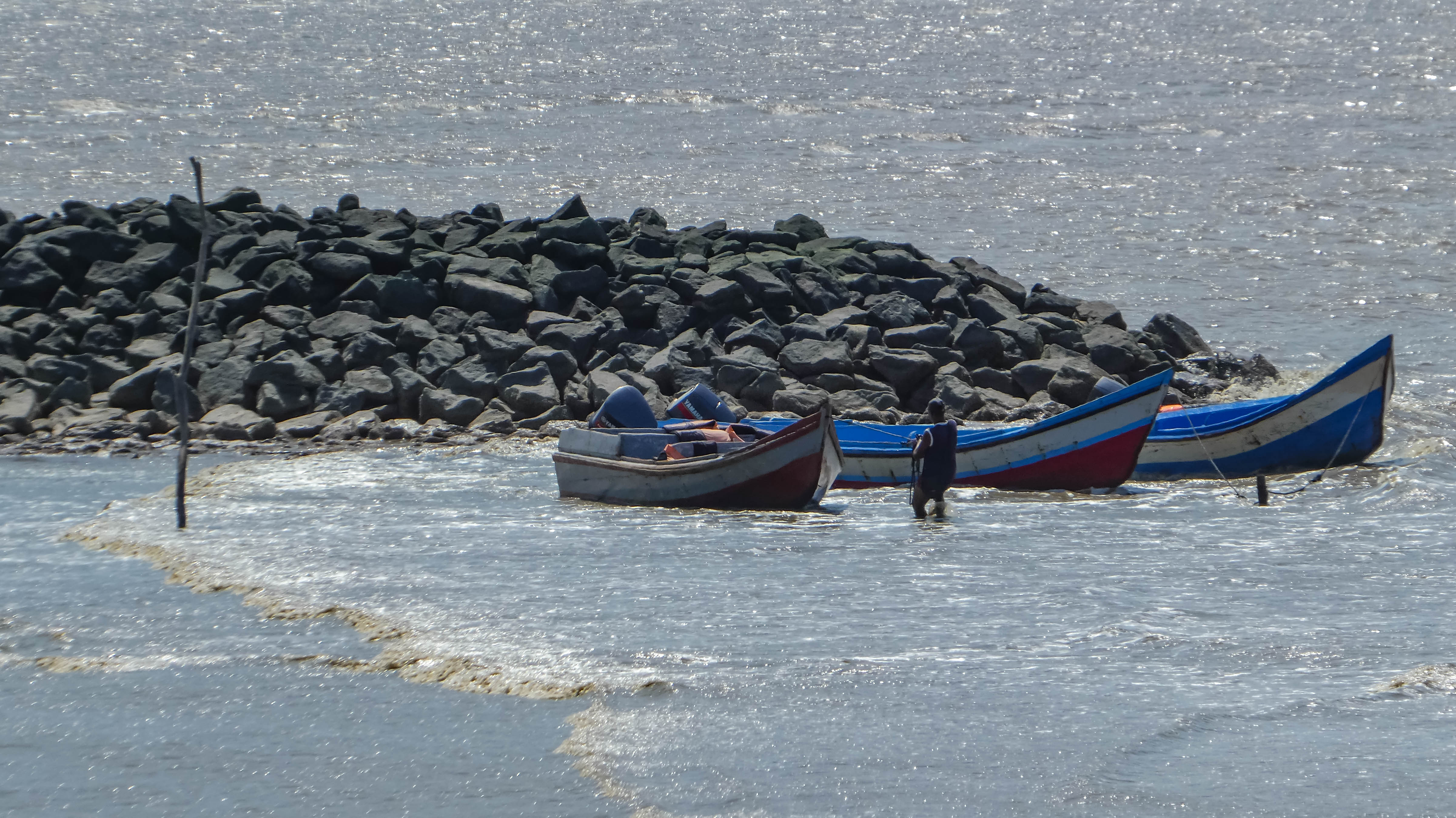
Backtrack (illegale grensovergang) naar Guyana

Barima-Waini · Pomeroon-Supenaam · Essequibo Islands-West Demerara · Demerara-Mahaica · Mahaica-Berbice · East Berbice-Corentyne · Cuyuni-Mazaruni · Potaro-Siparuni · Upper Takutu-Upper Essequibo · Upper Demerara-Berbice
Corriverton · Kasjoe-eiland · Moleson Creek · New Amsterdam · Oreala · Port Mourant · Rose Hall · Sakuru · Wel te Vreeden